# Darchinger Dorfbach
Der Darchinger Dorfbach ist ein linker Zufluss der Mangfall  in Oberbayern.
Der Darchinger Dorfbach entsteht beim Kogel an den Nordhängen des Taubenberges bei Oberdarching in Oberbayern,
nimmt dort von links noch den Kaltenbach auf.
Er fließt in nordwärtiger Richtung durch Ober-, Mitter- und Unterdarching. Dort macht er einen Knick nach Nordosten und tritt in den
Höllgraben ein, kurz darauf mündet er von links in die Mangfall.